# Боснія і Герцеговина на Олімпійських іграх
Боснія і Герцеговина брала участь в 5-ти літніх і в 4 зимових Олімпійських іграх. Спортсмени цієї країни ніколи не завойовували Олімпійських медалей. Як незалежний учасник вперше взяла участь у зимовій Олімпіаді 1992 року і з того часу брала участь у всіх Іграх. Раніше боснійські спортсмени представляли Югославію (1920–1992 роки).